# 무지개를 풀며
무지개를 풀며(Unweaving the Rainbow)는 영국의 생물학자 리처드 도킨스가 쓴 책이다. 
도킨스는 과학과 예술의 관계와 서로에 대한 오해를 다뤘다. 리처드 도킨스는 자신의 책 《이기적인 유전자 (The Selfish Gene)》와 눈먼시계공이 자연주의 세계관을 파괴하는 것이라는 주장을 반박하고, 과학자로서 세상이 경이로움으로 가득 차 있다고 설명 할 필요성을 느꼈다. 경외감의 원천은 자연을 신의 불가사의 한 행동으로 이해하지 않고 이해 가능한 법칙으로 파악하기 때문이다.
그는 논의를 존 키츠가 아이작 뉴턴이 '프리즘 색상으로 축소하여 무지개의시를 파괴했다'는 비판에서 출발한다.  도킨스의 의제는 독자에게 과학이 자연의 시성을 파괴하는 것이 아니라 오히려 발견하는 것을 돕는다는 것을 보여주는 것이다.